# Plaque d'immatriculation norvégienne
Les plaques d'immatriculation norvégiennes sont composées de 1 lettre « N » (Norvège), de 2 lettres puis de 5 chiffres (pouvant aller jusqu'à 9) écrits en noir sur fond blanc.